# Roberto Mozzini
Roberto Mozzini (* 22. Oktober 1951 in Sustinente) ist ein ehemaliger italienischer Fußballspieler auf der Position des Verteidigers.

## Laufbahn
Seinen ersten Profivertrag erhielt der seinerzeit 18-jährige Mozzini beim FC Turin, bei dem er nahezu während der gesamten 1970er-Jahre unter Vertrag stand. Somit gehörte Mozzini auch zum Kader der Mannschaft, die in der Saison 1975/76 den bisher einzigen Meistertitel nach der Zeit des Grande Torino gewann.
Während seiner Zeit beim FC Turin bestritt Mozzini in den Jahren 1976 und 1977 seine insgesamt 6 Länderspiele für die Squadra Azzurra.
1979 wechselte Mozzini zum norditalienischen Rivalen Inter Mailand, mit dem er unmittelbar nach seinem Wechsel in der Saison 1979/80 noch einmal den Scudetto gewann. Nach 2 Jahren bei Inter ging Mozzini zum FC Bologna, mit dem er am Ende der Saison 1981/82 in die zweitklassige Serie B abstieg. In den nächsten Jahren ließ Mozzini seine aktive Laufbahn bei den unterklassigen Vereinen Alma Juventus Fano 1906 und ASD Ponte Rondinella ausklingen.

## Erfolge
- Italienischer Meister: Serie A 1975/76 mit FC Turin, Serie A 1979/80 mit Inter Mailand